# Аліпій Печерський
Алі́пій (Алімпій, Олімпій) Печерський (близько *1050 — † 1114) — православний святий, київський іконописець і мозаїст, ювелір, лікар, чернець та священник Києво-Печерського монастиря, перше відоме з літопису ім'я староруського художника іконопису, один з авторів Києво-Печерського патерика. Навчався у грецьких майстрів.
Ймовірно був учасником розпису Успенського собору Києво-Печерської лаври (підірваний комуністами 3 листопада 1941 р.). Зажив слави серед своїх сучасників написанням чудотворних ікон. За оцінками фахівців, щонайменше дві з них збереглися до наших днів — це «Печерська Богоматір з предстоящими Антонієм і Феодосієм» і «Богородиця Велика Панагія (Всесвята)» (обидві вивезені до Росії і зберігаються в Державній Третьяковській галереї в Москві). Намалював сім ікон деісусного ряду, написаних для однієї з київських церков на Подолі. Вони вважалися чудотворними, оскільки не згоріли під час пожежі.
Оповідь з житія преп. Алімпія в «Києво-Печерському Патерику» надає підстави вважати, що ікону Богородиці «Велика Панагія» виготовлено у Києві за князювання Всеволода Ярославовича (1073—1093 рр.). Існує припущення, що Аліпій виконував і мозаїчні роботи для Михайлівського Золотоверхого собору в Києві, зруйнованого радянськими окупантами у 1933 році.
Києво-Печерський Патерик відзначає високу майстерність Аліпія:
| «добре извык хитрости иконнѣй, иконы писати хитр бѣ зѣло». |
Практикував також як лікар.

В акафісті всім Печерським преподобним про нього сказано: 
|  | «Радуйся, Аліпіє, тобі бо Ангели в трудах іконописання допомагали». |

Аліпій похований у Ближніх печерах Києво-Печерської лаври.